# Clitocybe candicans
Clitocybe blanc
Espèce
Clitocybe candicans, le Clitocybe blanc, est une espèce de champignons basidiomycètes de la famille des Tricholomataceae.

## Taxonomie

### Nom binomial accepté
Clitocybe candicans (Pers.) P. Kumm. 1871

### Synonymes
- Agaricus candicans Pers. 1801
- Agaricus candicans var. candicans Pers. 1801
- Agaricus gallinaceus Scop. 1772
- Agaricus tuba Fr. 1838
- Clitocybe gallinacea (Scop.) Fr. 1928
- Clitocybe phyllophila f. candicans J.E. Lange
- Clitocybe tuba (Fr.) Gillet 1874
- Omphalia candicans (Pers.) Gray 1821
- Pholiota candicans (Pers.) J. Schröt. 1889

### Taxon intraspécifique
Clitocybe candicans var. dryadicola Lamoure 1966

## Étymologie
Le nom a été tiré du grec  κυβε, kubê, « tête » et κλειτος, clitos, « pente ».

## Description du sporophore
Le chapeau, d'un diamètre d'environ 3 cm, est bassement convexe ou subdéprimé, parfois légèrement déprimé, à marge lisse et peu onduleuse. la cuticule est blanc pur, glacé, paraissant légèrement vernissée et soyeuse, de couleur blanche devenant rose ochracé pâle en vieillissant. La chair est de couleur blanche. Les lames sont adnées à peu décurrentes, fines, étroites et serrées, de couleur blanche. Le pied est cylindrique, lisse, finement pruineux, souvent flexueux ou courbé à la base, de couleur blanche devenant ocre pâle à ocre rosâtre pâle en vieillissant. Les spores sont de couleur blanche
Avec une odeur faiblement farineuse, sans saveur ou dégageant une faible amertume, ce champignon est particulièrement toxique. La confusion possible avec un très bon comestible, Clitopilus prunulus, doit inciter à la plus grande prudence lors de la cueillette de cette dernière espèce.

## Habitat
Pelouses et endroits herbeux, zones à végétation basse. Sous feuillus.

## Répartition
Afrique du Nord, Europe.

## Vulnérabilité
Assez commun à assez rare.